# M.K. Perker
M.K. Perker (eigentl. M. Kutlukhan Perker; * 2. November 1972 in Istanbul) ist ein türkischer Comiczeichner und Illustrator.

## Leben
M.K. Perker veröffentlichte zunächst Illustrationen und Comics in zahlreichen türkischen Magazinen. Um 2000 kam er nach New York City und veröffentlichte u. a. in New York Times, im Wall Street Journal, The New Yorker und MAD. 2007 erschien mit Cairo seine erste Graphic Novel nach den Texten von G. Willow Wilson für den US-Verlag Vertigo. Es folgte zusammen mit derselben Autorin die Serie Air in 24 Ausgaben, die für den Eisner Award nominiert wurde. 2009 erschien sein selbstgetexteter Comic Insomnia Café bei Dark Horse Comics. 2013 zeichnete er die Dark-Comedy Miniserie Todd für Texter Ken Kristensen.